# شركة تأمين المدخرات والقروض الفيدرالية
كانت شركة تأمين المدخرات والقروض الفيدرالية ( FSLIC ) مؤسسة تدير تأمين الودائع لمؤسسات الادخار والقروض في الولايات المتحدة . ألغى قانون إصلاح المؤسسات المالية واستردادها وإنفاذها لعام 1989 (FIRREA) ونقل المسؤولية عن تأمين الودائع ومدخرات القروض إلى مؤسسة تأمين الودائع الفيدرالية (FDIC). تم إنشاء صندوق قرار لتتولى جميع أصول وخصوم الشركة ، والتي كان سيتم تمويلها من قبل مؤسسة التمويل (FICO).